# 1936–1937-es osztrák labdarúgó-bajnokság (első osztály)
Az 1936–1937-es osztrák labdarúgó-bajnokság az osztrák labdarúgó-bajnokság legmagasabb osztályának huszonhatodik alkalommal megrendezett bajnoki éve volt. 
A pontvadászat 12 csapat részvételével zajlott. A bajnokságot az Admira Wien csapata nyerte.  

## A bajnokság végeredménye
| #  | Csapat           | M  | Gy | D | V  | RG | KG | P  |
| -- | ---------------- | -- | -- | - | -- | -- | -- | -- |
| 1  | SK Admira Wien   | 22 | 14 | 7 | 1  | 77 | 20 | 35 |
| 2  | FK Austria Wien  | 22 | 16 | 3 | 3  | 56 | 22 | 35 |
| 3  | First Vienna FC  | 22 | 12 | 6 | 4  | 46 | 26 | 30 |
| 4  | SC Wacker        | 22 | 11 | 2 | 9  | 46 | 41 | 24 |
| 5  | SK Rapid Wien    | 22 | 7  | 7 | 8  | 51 | 40 | 21 |
| 6  | Floridsdorfer AC | 22 | 9  | 3 | 10 | 43 | 50 | 21 |
| 7  | Wiener Sportclub | 22 | 8  | 5 | 9  | 31 | 39 | 21 |
| 8  | Favoritner AC    | 22 | 10 | 1 | 11 | 29 | 56 | 21 |
| 9  | FC Wien          | 22 | 7  | 6 | 9  | 29 | 40 | 20 |
| 10 | SC Libertas      | 22 | 4  | 7 | 11 | 32 | 46 | 15 |
| 11 | Post SV          | 22 | 5  | 5 | 12 | 25 | 44 | 15 |
| 12 | Hakoah Vienna    | 22 | 1  | 4 | 17 | 19 | 60 | 6  |

- Az Admira Wien az 1936-37-es szezon bajnoka.
- Az Admira Wien, az Austria Wien és a First Vienna FC részt vett az 1937-es közép-európai kupában.
- Az SC Libertas, az SC Libertas és a Hakoah Vienna kiesett a másodosztályba (2. Klasse).